# البدع (بر دبي)
البدع هو حي يقع في إمارة دبي في الإمارات العربية المتحدة ويبلغ عدد سكانه 18,816 نسمة. ووصل عدد السكان في العام 2023 إلى (60,857) نسمة بكثافة سكانية (30,663.1) فرد/ الكيلومتر المربع بحسب مركز دبي للإحصاء. تقع منطقة البدع غرب دبي وتحدها مناطق جميرا والحضيبة والسطوة. وتقع بالقرب من شارع الشيخ زايد (E11).
منطقة البدع منطقة سكنية إلى حد كبير ويحدها D 92 (طريق الوصل) وD 90 (طريق السطوة). يقع المستشفى الإيراني في البدع كما تضم المنطقة حديقة الوصل وحديقة البدع، ويقع بالقرب منها مسجد جميرا الكبير، ومتحف الإتحاد، وشاطئ جميرا، ويمكن الوصول منها إلى قناة دبي المائية، وتعتبر محطة مترو أبراج الإمارات أقرب محطة إلى المنطقة.